# Diecezja Como
Diecezja Como – diecezja Kościoła rzymskokatolickiego we Włoszech, a ściślej w Lombardii. Należy do metropolii Mediolanu. Została erygowana w IV wieku. Była rodzinną diecezją papieża Innocentego XI, od 1956 czczonego w Kościele katolickim jako błogosławiony.